# Quadrana punctata
Quadrana punctata är en insektsart som beskrevs av Caldwell 1951. Quadrana punctata ingår i släktet Quadrana och familjen vedstritar. Inga underarter finns listade i Catalogue of Life.